# De mí
De mí es una canción del grupo pop mexicano Camila, lanzada el 20 de junio de 2011 como el cuarto sencillo de su segundo álbum, Dejarte de amar (2010). "Fue escrita escrita y producida por Domm. La canción alcanzó el número tres en las listas de éxitos estadounidenses Billboard Latin Pop Airplay. Un video de la canción, que se grabó en la Riviera Maya de Quintana Roo en México, se estrenó en septiembre de 2011. La canción formó parte de la banda sonora de la telenovela Teresa.

## Vídeo musical
El video musical fue dirigido por Pedro Torres y filmado en la Riviera Maya de Quintana Roo, México. El video muestra al grupo tocando el tema y recorriendo la Riviera, mientras que un miembro está siendo purificado por lo que parece ser el sanador de la tribu.

## Posicionamiento en listas
| Lista (2011)                        | Mejor posición |
| ----------------------------------- | -------------- |
| México (Monitor Latino)             | 1              |
| Mexican Espanol Airplay (Billboard) | 1              |
| México (Spotify Charts)             | 15             |
| Estados Unidos (Hot Latin Songs)    | 18             |
| Estados Unidos (Latin Pop Airplay)  | 3              |

## Historial de lanzamiento
| Region         | Fecha               | Discográfica     | Formato          | Ref.         |
| -------------- | ------------------- | ---------------- | ---------------- | ------------ |
| Estados Unidos | 20 de junio de 2011 | Sony Music Latin | Sencillo en CD   |              |
| Estados Unidos | 20 de junio de 2011 | Sony Music Latin | Descarga digital | [ 9 ] [ 10 ] |